# Reza Marzban
 (juin 2023).
La mise en forme du texte ne suit pas les recommandations de Wikipédia : il faut le « wikifier ».
Les points d'amélioration suivants sont les cas les plus fréquents :
- Les titres sont pré-formatés par le logiciel. Ils ne sont ni en capitales, ni en gras.
- Le texte ne doit pas être écrit en capitales (les noms de famille non plus), ni en gras, ni en italique, ni en « petit »…
- Le gras n'est utilisé que pour surligner le titre de l'article dans l'introduction, une seule fois.
- L'italique est rarement utilisé : mots en langue étrangère, titres d'œuvres, noms de bateaux, etc.
- Les citations ne sont pas en italique mais en corps de texte normal. Elles sont entourées par des guillemets français : « et ».
- Les listes à puces sont à éviter, des paragraphes rédigés étant largement préférés. Les tableaux sont à réserver à la présentation de données structurées (résultats, etc.).
- Les appels de note de bas de page (petits chiffres en exposant, introduits par l'outil «  Source ») sont à placer entre la fin de phrase et le point final[comme ça].
- Les liens internes (vers d'autres articles de Wikipédia) sont à choisir avec parcimonie. Créez des liens vers des articles approfondissant le sujet. Les termes génériques sans rapport avec le sujet sont à éviter, ainsi que les répétitions de liens vers un même terme.
- Les liens externes sont à placer uniquement dans une section « Liens externes », à la fin de l'article. Ces liens sont à choisir avec parcimonie suivant les règles définies. Si un lien sert de source à l'article, son insertion dans le texte est à faire par les notes de bas de page.
- La présentation des références doit suivre les conventions bibliographiques. Il est recommandé d'utiliser les modèles {{Ouvrage}}, {{Chapitre}}, {{Article}}, {{Lien web}} et/ou {{Bibliographie}}. Le mode d'édition visuel peut mettre en forme automatiquement les références.
- Insérer une infobox (cadre d'informations à droite) n'est pas obligatoire pour parachever la mise en page.

Pour une aide détaillée, merci de consulter Aide:Wikification.
Si vous pensez que ces points ont été résolus, vous pouvez retirer ce bandeau et améliorer la mise en forme d'un autre article.
Reza Marzban, né le 21 mars 1928 à Machhad et mort le 28 décembre 2013 à Saint-Denis, est un écrivain, journaliste et érudit iranien. Il a beaucoup œuvré pour l'établissement de la démocratie en Iran. Luttant contre le Chah, il fait partie de cette génération d'intellectuels qui se sont vu confisquer leur révolution par la montée en puissance de l'islamisme chi'ite.

## Biographie

### Le début de sa vie
Reza Marzban est né le 21 mars 1928 dans la ville de Machhad en Iran. Issu d'une famille traditionnelle et pieuse, les événements de septembre 1941 (Invasion anglo-soviétique de l'Iran) lui ouvrent l'esprit sur le monde qui l'entoure. Il forge ainsi sa conscience politique, avec entre autres l'influence des œuvres de Ahmad Kasravi. Âgé de 14 ans il fonde alors une antenne du parti "Ba Hemad-e Azadeghan" (traduction: Ensemble, les libéraux), parti d'extrême gauche du philosophe Kasravi. Le premier article de Reza Marzban parait en 1946 dans le journal "Aftab-e Chargh" (traduction: Le soleil d'Orient). À la suite de l'assassinat de son mentor, Reza Marzban se décide à partir continuer ses études à Téhéran en 1947. Un an plus tard, il entreprend un voyage initiatique avec son ami d'enfance, le poète Mehdi Akhavan Sales, afin d'alphabétiser les enfants des villages reclus. Ses convictions passent alors au marxisme, ses œuvres en sont imprégnées. Il pratique toujours le journalisme.
L'hiver suivant le coup d'état du 18 août 1953, Reza Marzban est arrêté et emprisonné par les forces du Shah en tant que prisonnier politique. Ses idées révolutionnaires marxistes lui valent deux ans de prison et de torture. Mis en liberté surveillée dès 1956, il intègre le journal Kayhan, puis est nommé rédacteur en chef du journal Peygham Emrooz. Il continue ses activités politiques et syndicales malgré la surveillance constante de la police secrète du Shah (Savak). Au départ simple membre du syndicat des écrivains et des journalistes d'Iran, il en est élu secrétaire général à trois reprises consécutives. En 1974, le climat de censure et d'oppression qui pèse sur les médias lui cause une interdiction d'écrire, mais Reza Marzban continua son activité au journal sous le pseudonyme de « Raze » (traduction: secret) Parallèlement, la faculté des sciences médiatiques de Téhéran l'invite à donner des cours de journalisme aux étudiants. Il continue d'enseigner cette matière jusqu'à la révolution de 1979. Il prend alors la tête du journal Peygham Emrooz dont il a été jusque-là rédacteur en chef.

### Le tournant post-révolutionnaire
Dès le lendemain de la révolution islamique, c'est un des premiers intellectuels qui devine les dangers que représente la toute-puissance du clergé et la concentration des prérogatives étatiques : il se soulève contre les mouvements religieux en écrivant des articles pour la démocratie et la liberté. Pour avoir dénoncé la politique de la république islamique d'Iran au Kurdistan, mais surtout pour avoir été le premier journaliste à qualifier Khomeiny et ses disciples de "terroristes", Reza Marzban est condamné à mort par le guide de la Révolution. Son journal est interdit et ses bureaux brûlés. Finalement, après trois années de vie clandestine, sa famille et lui fuient l'Iran en 1982. Ils demandent l'asile politique en France.
Reza Marzban, depuis sa terre d'exil, emploie tous ses efforts et mise tous ses espoirs dans la publication de son hebdomadaire Baraye Azadi (traduction: Pour la liberté). Cependant, cette aventure s'arrête après deux tirages faute de moyens. Malgré cet enchaînement d’échecs, les revers de cette révolution avortée et le poids de l'exil, Reza Marzban est toujours resté un fidèle collaborateur des revues de gauche iranienne en écrivant régulièrement des articles pour sa cause. Fort de son expérience, il continue de leur apporter son aide pour étendre leur continuité.
Simultanément à sa carrière de journaliste, il a écrit de nombreux poèmes et de diverses œuvres littéraires allant de la prose lyrique au manifeste politico-social en passant par des contes pour enfants. Reza Marzban reste fidèle à ses convictions même à travers ses œuvres.
Il succombe à la maladie le 28 décembre 2013 à l'hôpital Danielle Casanova en région parisienne. Au lendemain de son décès, nombre de ses œuvres ne sont toujours pas publiées. Il est inhumé le 18 janvier 2014 au cimetière du Père-Lachaise (division 67).

### Articles parus sur Reza Marzban dans la presse française: (non exhaustif)
- Le Monde 16 août 1979, Iran: le spectre de la révolution; Eric Roulleau
- Le Monde 21 août 1979, La rébellion Kurde s'étend; Jean Gueyras
- Le courrier picard, 15 février 1984, Un journaliste iranien réfugié à Amiens; Michel Jacq